# توبیاس فیگروا
توبیاس فیگروا (انگلیسی: Tobías Figueroa؛ زادهٔ ۲ فوریهٔ ۱۹۹۲) بازیکن فوتبال اهل آرژانتین است.